# Racing Club de Cannes 2011-2012
Questa voce raccoglie le informazioni riguardanti il Racing Club de Cannes nelle competizioni ufficiali della stagione 2011-2012.

## Organigramma societario
Area direttiva
- Presidente: Anny Courtade

Area tecnica
- Allenatore: Yan Fang
- Allenatore in seconda: Anthony Gasté

## Rosa
| N° | Nome                | Ruolo | Data di nascita   | Nazionalità sportiva |
| -- | ------------------- | ----- | ----------------- | -------------------- |
| 1  | Tina Lipicer        | S     | 9 ottobre 1979    | Slovenia             |
| 2  | Amadea Duraković    | S     | 10 giugno 1988    | Serbia               |
| 4  | Tetyana Kozlova     | S     | 25 settembre 1984 | Ucraina              |
| 7  | Ana Antonijević     | P     | 26 agosto 1987    | Serbia               |
| 8  | Laurianne Delabarre | P     | 24 aprile 1987    | Francia              |
| 9  | Sophie Péron        | L     | 11 maggio 1989    | Francia              |
| 10 | Oleksandra Fomina   | L     | 4 maggio 1975     | Ucraina              |
| 11 | Paola Cardullo      | L     | 18 marzo 1982     | Italia               |
| 12 | Victoria Ravva      | C     | 31 ottobre 1975   | Francia              |
| 13 | Nadia Centoni       | S/O   | 19 giugno 1981    | Italia               |
| 15 | Anja Spasojević     | S     | 4 luglio 1983     | Serbia               |
| 16 | Milena Rašić        | C     | 25 ottobre 1990   | Serbia               |
| 17 | Jelena Lozančić     | C     | 26 marzo 1983     | Francia              |